# Thuiaria wulfiusi
Thuiaria wulfiusi is een hydroïdpoliep uit de familie Sertulariidae. De poliep komt uit het geslacht Thuiaria. Thuiaria wulfiusi werd in 1960 voor het eerst wetenschappelijk beschreven door Naumov. 